# Divis (berg i Storbritannien)
Divis är ett berg i Storbritannien.   Det ligger i riksdelen Nordirland, i den västra delen av landet, 500 km nordväst om huvudstaden London. Toppen på Divis är 478 meter över havet. Divis ingår i Sallagh Braes.
Terrängen runt Divis är varierad. Divis är den högsta punkten i trakten. Runt Divis är det mycket tätbefolkat, med 2 915 invånare per kvadratkilometer. Närmaste större samhälle är Belfast, 6,3 km öster om Divis. Runt Divis är det i huvudsak tätbebyggt.